# Пачкув (гміна)
Гміна Пачкув (пол. Gmina Paczków) — місько-сільська гміна у південно-західній Польщі. Належить до Ниського повіту Опольського воєводства.
Станом на 31 грудня 2011 у гміні проживало 13347 осіб.

## Площа
Згідно з даними за 2007 рік площа гміни становила 79.70 км², у тому числі:
- орні землі: 83.00%
- ліси: 1.00%

Таким чином, площа гміни становить 6.51% площі повіту.

## Населення
Станом на 31 грудня 2011:
| Опис     | Загалом | Загалом | Чоловіки | Чоловіки | Жінки | Жінки |
| -------- | ------- | ------- | -------- | -------- | ----- | ----- |
| одиниця  | осіб    | %       | осіб     | %        | осіб  | %     |
| все      | 13347   | 100     | 6578     | 49.28    | 6769  | 50.72 |
| міське   | 7968    | 100     | 3862     | 48.47    | 4106  | 51.53 |
| сільське | 5379    | 100     | 2716     | 50.49    | 2663  | 49.51 |

## Сусідні гміни
Гміна Пачкув межує з такими гмінами: Зембіце, Злоти Сток, Каменець-Зомбковицький, Отмухув.